# Friedrich Hofmeister Musikverlag
Der Friedrich Hofmeister Musikverlag ist ein Verlag für klassische Musik, der 1807 von Friedrich Hofmeister in Leipzig gegründet wurde.
Der Verlag ist bis heute in den Händen der Familie des Firmengründers geblieben. Zum Verlag gehört ein Musiklabel für klassische Musik. Außer in Deutschland ist der Verlag im Musikalienhandel auch international tätig, u. a. in Europa, Asien oder Amerika.

## Geschichte
Am 20. April 1807 gründete Friedrich Hofmeister im Graphischen Viertel Leipzigs eine Musikalienhandlung und eröffnete gleichzeitig ein Musikalien-Leihinstitut und einen Musikverlag mit angegliedertem Buchverlag. Im gleichen Jahr gründete Hofmeister eine Kommissionsabteilung, durch die er Verlage des In- und Auslands wie Hug & Co. (Zürich), Ricordi & Co. (Mailand), August Cranz (Hamburg) in Leipzig vertreten konnte. Für einige Jahre kam der Handel mit Musikerporträts und Klavieren aus eigener Fabrikation hinzu.
Kenntnisse über die Verlagstätigkeit hatte Hofmeister als Lehrling bei Breitkopf & Härtel und anschließend als Gehilfe im Bureau de Musique erworben, das 1800 von Franz Anton Hoffmeister und Ambrosius Kühnel gegründet worden war. 1852 übertrug er den Verlag seinen Söhnen Adolph Moritz (1802–1870) und Wilhelm Friedrich Benedict (1824–1877). Vor allem Adolph Hofmeister führte den Verlag weiter, während sich Wilhelm zunehmend den Naturwissenschaften widmete und 1863 Leipzig verließ, um eine Professur für Botanik an der Ruprecht-Karls-Universität Heidelberg anzunehmen und ab 1872 das gleiche Fach an der Eberhard Karls Universität Tübingen zu lehren. Er wurde zu einem der führenden Naturwissenschaftler seiner Zeit.

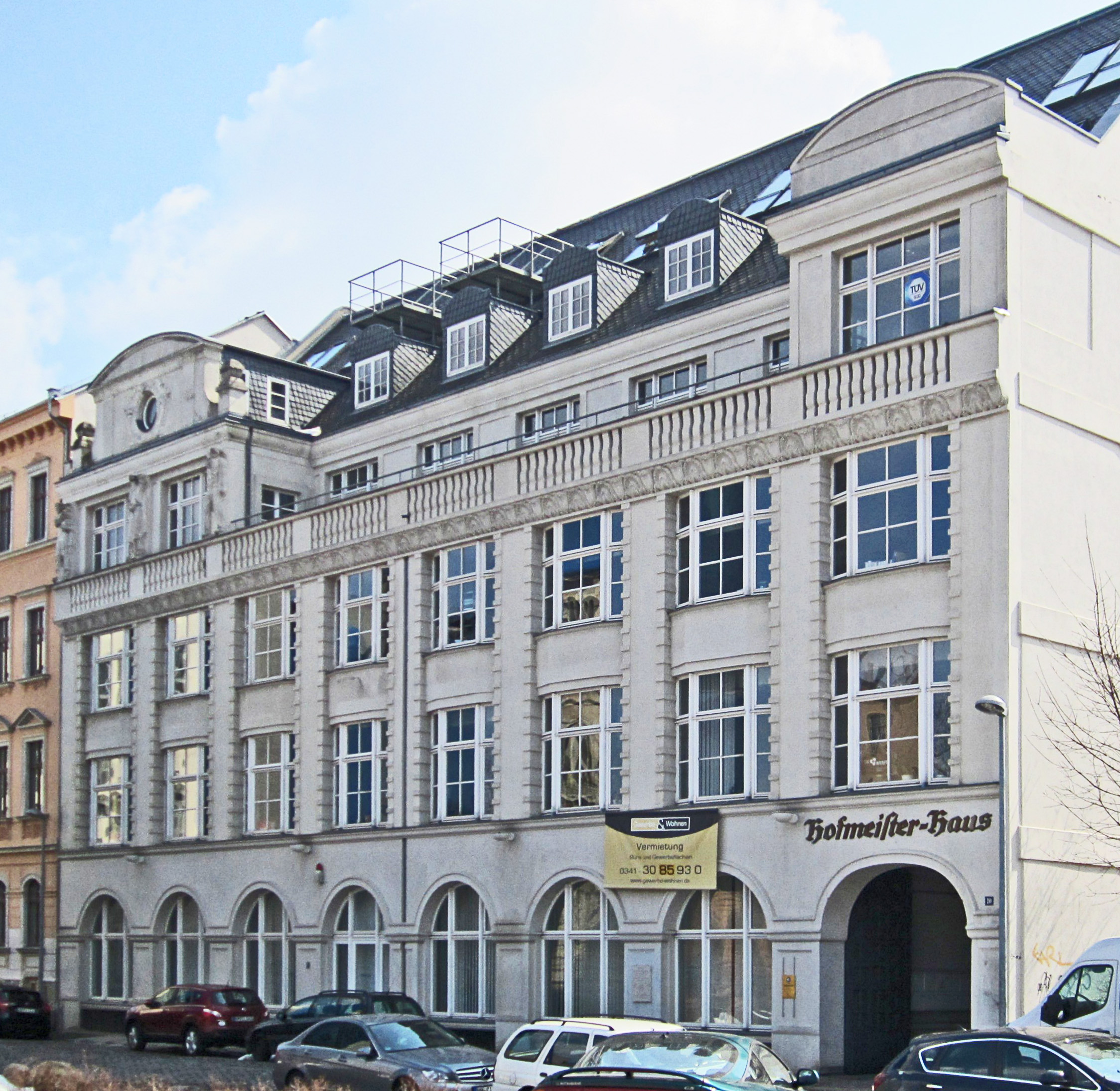
Ehemaliges Hofmeisterhaus im Graphischen Viertel, Büttnerstraße 10 (2013)

Über die Nachkommen Wilhelm Hofmeisters kam das Geschäft an den Urenkel seines Gründers, an Carl Wilhelm Günther (1878–1956). Günther wurde 1952 durch die DDR-Regierung enteignet, floh in den Westen und begann in Frankfurt am Main mit dem Wiederaufbau des Verlags. Der westdeutsche Zweig des Hofmeisterverlags wurde in Hofheim am Taunus weitergeführt. 1964 ging der Verlag an den Erben Karl Heinz Schwarze über, der ihn zunächst in Frankfurt am Main und ab 1964 in Hofheim am Taunus weiterführte.
Gleichzeitig bestand das Leipziger Verlagshaus als VEB Friedrich Hofmeister Musikverlag weiter. 1958 wurde er mit dem VEB Breitkopf & Härtel zur Verlagsgruppe VEB Deutscher Verlag für Musik zusammengelegt, um den Markenkonflikt mit den westdeutschen Verlagsneugründungen gleichen Namens zu umgehen und somit auch international wieder Titel vertreiben zu können. Nach der „Wende“ wurde der Verlag 1990 wieder aus dem „Musikkombinat“ herausgelöst, in eine GmbH umgewandelt und ging offiziell in Liquidation. 1992 erfolgte die Restitution des ehemaligen VEB-Verlags in Leipzig. 1996 kehrte der Verlag wieder an seinen Gründungsort Leipzig (Graphisches Viertel) zurück. Seit 1998 ist Stefanie Clement geb. Schwarze Geschäftsführerin des Verlags. 2016 erfolgte der Umzug aus dem ehemaligen Hofmeister-Haus an die Melscher Straße in Leipzig-Stötteritz.

## Verlagsprogramm
In den frühesten Verlagsverzeichnissen sind Ludwig van Beethoven, Luigi Cherubini, Franz Anton Hoffmeister, Carl Maria von Weber, Johann Nepomuk Hummel, John Field, Frédéric Chopin oder Franz Liszt sowie Albert Gottlieb Methfessel, Friedrich Kuhlau, Friedrich Wieck, Carl Czerny, Friedrich Kalkbrenner, Ignaz Moscheles, Theodor Kirchner oder Heinrich Marschner zu finden.
Erstmals in Deutschland erschienen hier u. a. die Frühwerke von Robert Schumann, Clara Wieck-Schumann, Felix Mendelssohn Bartholdy, Charles-Auguste de Bériot, Hector Berlioz und später Antonín Dvořák. Von Anfang an war ein Verlagsschwerpunkt – neben der Edition von Werken der Haus- und Kammermusik – spezielle Ausgaben für den Unterricht zu veröffentlichen. Bereits 1811 erschien die erste Gitarrenschule von Johann Traugott Lehmann (* um 1782 in Wenbrück, Oberlausitz). Weitere Schulen für andere Instrumente folgten und erschienen in zahlreichen Auflagen. Die Violin-Schule von Hubert Ries, Erstausgabe 1841, ist noch heute in Gebrauch. Auch zahlreiche Etüdenwerke, die im 19. Jahrhundert verlegt wurden, gehören noch immer zur Standardliteratur für die Instrumentalausbildung.
In den ersten Jahrzehnten des 20. Jahrhunderts wurde das Verlagsprogramm um Lieder mit Begleitung von Zupfinstrumenten erweitert, ebenso kamen Volkstanzsammlungen, Arrangements für Volksinstrumentenorchester und Liedersammlungen hinzu. Die bekannteste Sammlung ist Der Zupfgeigenhansl, der in der Jugendbewegung einen großen Stellenwert einnahm. Allein 1920 wurde er in einer Auflage von 120.000 Exemplaren gedruckt.
Heute umfasst das Verlagsprogramm Ausgaben für Orchesterinstrumente sowie für Klavier, Orgel, Blockflöte, Gitarre, Mandoline und Akkordeon und Chorliteratur. Quellenkritische Erst- bzw. Neudrucke stehen neben didaktisch aufbereiteten Publikationen für den Unterricht und Spielliteratur für das häusliche Musizieren und zum Konzertieren. Einen Schwerpunkt bilden die Orchesterstudien für alle Instrumente, die als Hofmeister Orchesterstudien erscheinen. Weiterhin erschien eine chronologisch geordnete Sammlung von Orchesterstudien für Fagott aus Werken der Weltliteratur von Bach bis zur Gegenwart.
Seit 1997 erscheint im Hofmeister Verlag die von der Ständigen Konferenz Mitteldeutsche Barockmusik in Sachsen, Sachsen-Anhalt und Thüringen e. V. herausgegebene Reihe Denkmäler mitteldeutscher Barockmusik. Ein ähnliches Projekt ist die seit 1999 erscheinende Ausgabenreihe Rheinsberger Hofmusik, die Kompositionen aus dem Rheinsberger Musikleben in Urtext-Editionen allgemein zugänglich macht. Begonnen wurde mit Werken von Christoph Schaffrath.
Hofmeister verlegt zeitgenössische Musik von Komponisten wie Harald Banter, Vytautas Barkauskas, Árni Egilsson, Fabian Enders, Elisenda Fábregas, Christoph Förster, Bernd Franke, Patrick Hagen, Timo Jouko Herrmann, Walter Thomas Heyn, C. René Hirschfeld, Stephan König, Ralf Kubicek, Claus Kühnl, Martin Kürschner, Moritz Laßmann, Rainer Lischka, Rolf Thomas Lorenz, Rafael Lukjanik, Peter Mai, Cecilia McDowall, Kelly-Marie Murphy, Gisbert Näther, Loretta K. Notareschi, Lorenzo Palomo, Hannes Pohlit, Kateřina Růžičková, Stefan Schäfer, Kurt Schwaen, Siegfried Thiele, Karl Ottomar Treibmann, Siegfried Tiefensee, Victor Bruns und Graham Waterhouse.